# جامعة تبريز للعلوم الطبية
جامعة تبريز للعلوم الطبية (بالغة الفارسية :دانشگاه علوم پزشکی تبریز) وهي جامعة حكومية عامة للعلوم الطبية تقع في تبريز مقاطعة أذربيجان الشرقية تم تصنيفها كواحدة من أفضل كلية الطب في إيران.

## اقسام الجامعة
تتكون الجامعة من إحدى عشرة كلية: الطب، والصيدلة، وطب الأسنان، والعلوم شبه الطبية، والصحة، والتغذية وعلوم الأغذية، وإعادة التأهيل، والتمريض والقبالة، والإدارة الصحية والمعلوماتية الطبية، والعلوم الطبية المتقدمة والطب التقليدي.